# Il libro di Joan
Il libro di Joan (The Book of Joan) è un romanzo distopico di fantascienza post-apocalittica della scrittrice statunitense Lidia Yuknavitch del 2017.

## Storia editoriale
Il romanzo, pubblicato nel 2017 dalla casa editrice statunitense Harper, si apre con una citazione dal libro di fantascienza di Doris Lessing del 1979, Shikasta, pagando così il tributo a questo scrittore,  Premio Nobel per la letteratura, alle cui opere Lidia Yuknavitch si ispira. I nomi dei personaggi richiamano personaggi realmente esistiti: Jean de Meun, la poetessa Christine de Pizan, Giovanna d'Arco.
In Italia il romanzo è stato pubblicato nel 2019.

## Trama
Il romanzo è ambientato nel 2049; una guerra e i cambiamenti climatici hanno quai estinto l'Umanità sulla Terra. Alcuni privilegiati si sono rifugiati nello Spazio, a bordo di una stazione spaziale, la "CIEL", assemblata con i rottami di altre stazioni spaziali abbandonate. Gli abitanti di CIEL si sono sottoposti a modificazioni corporee e il sesso è stato bandito. Appena compiuti cinquant'anni, a causa della pressione demografica e dell'esaurimento delle risorse sulla stazione, gli abitanti vengono eliminati. Sulla stazione regna incontrastato il leader Jean de Men, responsabile per l'inizio della guerra e che rivendica l'uccisione dell'eroina della resistenza terrestre Joan. La stazione sopravvive prelevando dalla Terra risorse attraverso dei cavi, le cosiddette "corde celesti", . Sulla stazione vi sono dei dissidenti, tra cui Christine Pizan, prossima ai cinquant'anni e quindi all'eliminazione che, per protesta contro Jean de Men vuole tramandare la storia di Joan scarificandola sulla sua pelle: la narrazione diventa quindi una potente forma di ribellione. Tra gli altri dissidenti, vi è l'amico di Christine, Trinculo Forsyth, che ha progettato CIEL ma che è stato condannato a morte. La narrazione dellastoria di Joan comprende la sua giovinezza, la scoperta di poteri straordinari come la capacità di resuscitare i morti e di comandare le azioni di animali mutanti.
Joan non è morta ma è ancora sulla Terra dove combatte contro le forze del tiranno. Viene attirata su CIEL da Jean de Men che fa rapire la sua compagna, Leone; è intenzione del tiranno usare Joan, unica donna ancora fertile, per scopi riproduttivi.
Le vicende di Joan e di Christine convergono fino al catartico epilogo, che rivelerà un Jean de Men ancora più ripugnante, sconfitto dalle due donne in una scena che ricorda molto da vicino il Messia di Dune di  Frank Herbert e che mostrerà come la Terra sia un essere vivente e i suoi abitanti, tra cui gli uomini, ne facciano solamente parte e non ne siano il fulcro.

## Edizioni
- (EN) Lidia Yuknavitch, The Book of Joan, 1ª ed., New York, Harper, aprile 2017, ISBN 978-0-06-238327-3.
- (NL) Lidia Yuknavitch, Het boek Joan, traduzione di Anne Roetman, Amsterdam, Lebowski, febbraio 2018, ISBN 978-90-488-4191-2.
- Lidia Yuknavitch, Il libro di Joan, traduzione di Laura Noulian, Supercoralli, Torino, Einaudi, 2019, ISBN 978-88-06-24002-8.
- (DE) Lidia Yuknavitch, Das Lied der Kämpferin, traduzione di Claudia Max, btb Selection, Monaco di Baviera, btb, marzo 2021, ISBN 978-3-442-71739-2.